# 公立神崎総合病院
公立神崎総合病院（こうりつかんざきそうごうびょういん）は、兵庫県神崎郡神河町にある医療機関である。神河町病院事業の設置等に関する条例により設置された町立の病院である。

## 沿革
- 1946年（昭和21年）10月 - 兵庫県立栗賀診療所が開院。
- 1955年（昭和30年）4月 - 町村合併により町立診療所となる。
- 1965年（昭和40年）10月 - 国民健康保険直営町立神崎町病院に改名。
- 1990年（平成2年）10月 - 建物増改築工事が完了し、公立神崎総合病院に改名。

## 診療科
- 内科
- 循環器科
- 呼吸器科
- 外科
- 胃腸科
- 肛門科
- 小児科
- 整形外科
- リハビリテーション科
- 産婦人科
- 眼科
- 耳鼻咽喉科
- 歯科
- 心療内科
- 神経科
- 東洋医学科
- 麻酔科